# 福建省人力资源和社会保障厅
福建省人力资源和社会保障厅是中华人民共和国福建省人民政府主管人力资源和社会保障事务的组成部门，与福建省公务员局合署办公。

## 组织机构

### 内设机构
1. 办公室
2. 政策法规处
3. 规划财务处
4. 就业和失业保险处
5. 职业培训处
6. 养老保险处
7. 医疗保险处
8. 工伤保险处
9. 社会保险基金监督处
10. 劳动关系处
11. 劳动争议调解仲裁处
12. 劳动监察处
13. 人事处
14. 机关党委
15. 离退休干部工作处
16. 监察室[1]

### 直属企事业单位
- 福建省劳动就业中心
- 福建省社会劳动保险局
- 福建省机关事业社会保险局
- 福建省农村社会保险管理中心
- 福建省医疗保险管理中心
- 福建省劳动能力鉴定委员会办公室
- 福建省职业介绍服务中心
- 福建省职业培训中心
- 福建省职业技能鉴定指导中心
- 福建省劳动保障信息中心
- 福建省劳动干部学校（厅宣传教育中心）
- 福建省退休职工活动中心
- 福建省劳动和社会保障政策法律咨询中心
- 福建省技工教育研究室
- 福建技师学院（省高级技工学校）
- 福建省第二高级技工学校
- 福建省劳动保障监察总队
- 福建省对外劳务合作公司
- 福建省劳务派遣服务有限公司[2]